# Viritech Apricale
Viritech Apricale – wodorowy hipersamochód produkowany przez brytyjskie przedsiębiorstwo Viritech od 2024 roku.

## Historia i opis modelu

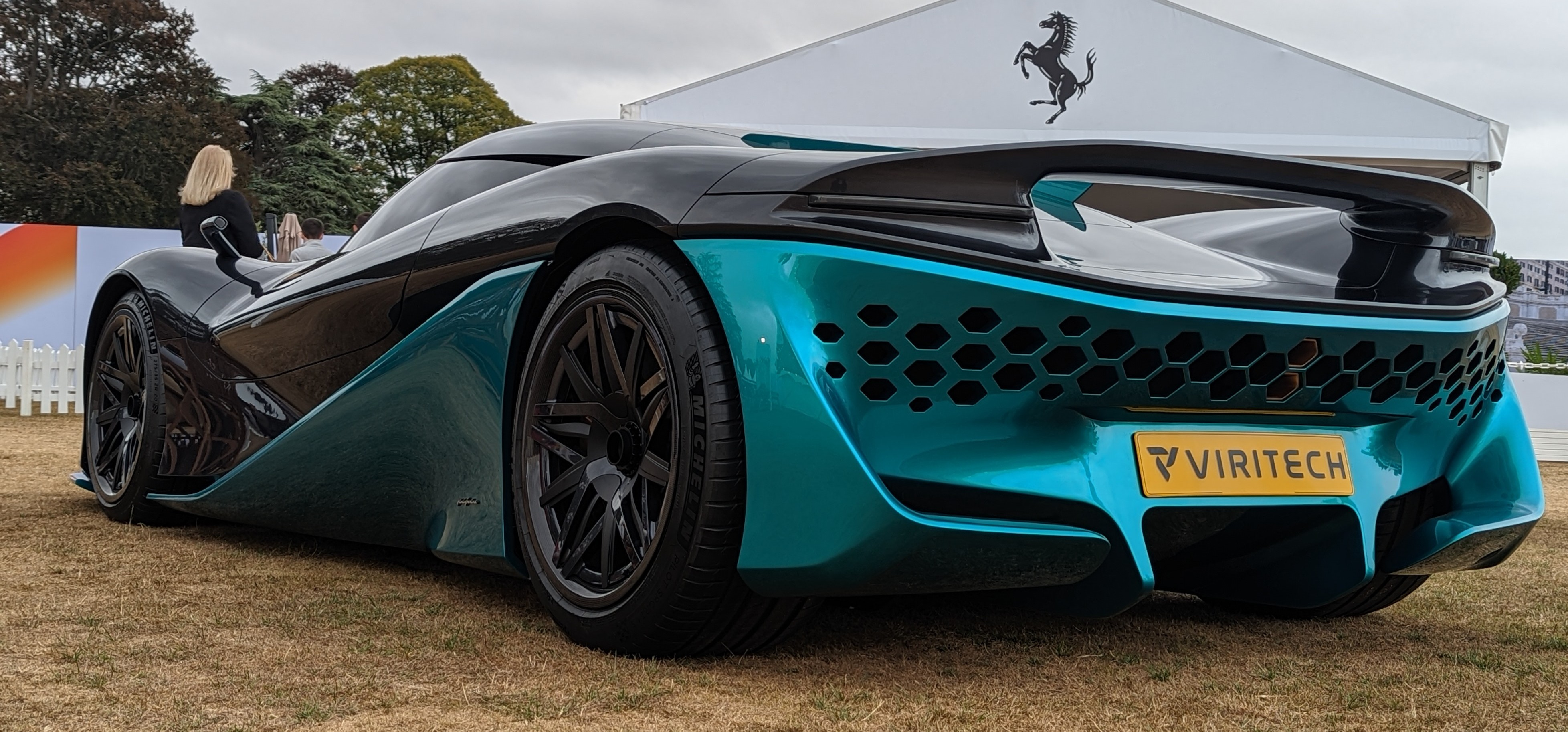
Viritech Apricale – tył

Rok po powstaniu w 2020 roku brytyjskiego startupu Viritech, przedstawił on pierwsze informacje na temat planowanego projektu wodorowego hipersamochodu o specyfikacji technicznej wyróżniającej się mocą przekraczającą 1000 KM mocy. Do koordynacji prac nad pojazdem zaangażowany został  Matt Faulks, były szef Tour de Force zajmującego przygotowywaniem pojazdów do wyścigów. W czerwcu 2022 firma przedstawiła oficjalne informacje na temat Viritech Apricale, którego projekt stylistyczny opracowało włoskie studio projektowe Pininfarina. 
Agresywna stylistyka połączyła dwubarwną tonację w postaci ciemnoszarego wierzchu nadwozia i malowanych na jasny turkus dolnych elementów wokół tylnego zderzaka. Zarówno z przodu, jak i tyłu znalazły się obszerne wloty powietrza, a także agresywnie zarysowane ostre linie. Nadrzędnym czynnikiem branym pod uwagę było uzyskanie jak najlepszych właściwości aerodynamicznych. Do budowy Apricale wykorzystano lekkie komponenty, a wykonnaną z włókna węglowego strukturę nadwozia typu monokok połączono na stałe ze zbiornikami na wodór.

### Sprzedaż
W momencie prezentacji Apricale w połowie 2022 roku firma Viritech zapowiedziała, że samochód trafi do produkcji i sprzedaży w ciągu kolejnych 2 lat. W połowie 2023 roku firma potwierdziła zawarcie umowy z włoskim studiem Pininfarina, dzięki której do wytwarzania wodorowego hipersamochodu wyznaczono fabrykę w Cambiano pod Turynem. Zaplanowano ściśle limitowaną produkcję o małoseryjnej skali ograniczonej do 25 sztuk.

### Dane techniczne
Viritech Apricale jest samochodem o napędzie wodorowym. Wybór niszowego i nietypowego rozwiązania motywowano m.in. chęcią osiągnięcia dwukrotnie niższej masy całkowitej w stosunku do analogicznych rozmiarów pojazdu z układem w pełni elektrycznym, nie przekraczając tym sposobem 1 tony w przypadku Apricale. Główną jednostką napędową są dwa silniki elektryczne umieszczone przy każdej z osi, rozwijając łączną moc 1080 KM i 1000 Nm maksymalnego momentu obrotowego. Pozwala to osiągnąć 100 km/h w 2,5 sekundy i 322 km/h prędkości maksymalnej. Konstruktorzy Viritech zastosowali autorski system zarządzania energią tri-volt, który przy niskich prędkościach korzysta z energii elektrycznej zgromadzonej w akumulatorze o pojemności 6 kWh. Podczas szybszej jazdy Apricale korzysta z maksymalnie 5,4 kilograma zgromadzonych w zbrionikach ogniw paliwowych, a przy jeździe torowej łączy zarówno energię z baterii, jak i wodór.